# Ambulatorio del Norte
El Ambulatorio del Norte es un ambulatorio urbano tipo III ubicado en la avenida Principal de La Cooperativa, un suburbio al norte del municipio Girardot, Maracay, Venezuela.
El ambulatorio presta atención médica integral de nivel primario y hospitalización en el sector público, atendidos por médicos generales y especialistas con experiencia en administración de Salud Pública. Posee un mayor grado de complejidad que los ambulatorios tipo I y II, cubriendo los servicios de Cirugía de adultos y pediátrica, Obstetricia y Pediatría, servicios de laboratorio clínico, Radiología y Emergencia Permanente.
Inaugurado en 2004, bajo la figura de una fundación privada, la Fundación Ambulatorio del Norte, su principal fuente de financiamiento proviene de la Gobernación del estado Aragua a través de la Corporación de Salud de dicho estado (Corposalud Aragua).

## Historia
La Fundación Ambulatorio del Norte de Maracay fue diseñado por la gobernación del estado Aragua para dotar al estado de centros de salud suficientes que permitan cubrir las necesidades de la población y aliviar los servicios del Hospital Central de Maracay. La construcción del ambulatorio, dotación de equipos, salarios, mantenimiento, gastos de funcionamiento e insumos, sin excepción, provienen del Ejecutivo regional.
La Fundación Ambulatorio del Norte fue inaugurado por el entonces Gobernador del estado, Didalco Bolívar, el 1 de octubre de 2004 e inscrita por ante el Registro del Estado Aragua, en fecha 29 de abril de 2004, bajo el N.º 09, Folios 31 al 36, Tomo tercero, Protocolo Primero, Segundo Trimestre del año 2004.

## Servicios
Los servicios del ambulatorio del Norte se prestan por orden de llegada o por previa cita desde las 7:00 de la mañana hasta las 7:00 de la noche. El ambulatorio ofrece Cirugía General y las consultas en Pediatría, Oftalmología, Medicina Interna, Ginecología, Optometría, Cámara Hiperbárica, Traumatología, Medicina General y Odontología.
El ambulatorio del Norte cuenta con tres cámaras hiperbáricas, equipos que permiten aplicar oxígeno a alta presión en pacientes con pie diabético, gangrena, accidentes cerebrovasculares, parálisis cerebral, entre otras enfermedades.
Dos ecodopler, forman parte del equipo de tecnología del centro asistencial, ecocardiogramas, Monitor Holter de arritmia, dos unidades de prueba de esfuerzo, mamógrafos, ecografía de mamas y equipos para biopsia. El ambulatorio también cuenta con un quirófano y un pabellón de cirugía menor, seis camas de observación de adultos y la misma cantidad para niños y adolescentes, para un máximo de dos días de hospitalización. El primer bebé nació el 5 de octubre del año de su inauguración.
El centro asistencial estaba bajo la forma de Fundación, pero en el Gobierno de Rafael Isea, se inició un cambio de estatus, integrándose de manera más directa a Corposalud dicha situación todavía esta en proceso, actualmente está bajo la Dirección General de la Dra. Tania Silva.
Actualmente se imparte clases de pregrado a estudiantes de medicina de la UNERG
El ambulatorio del Norte provee atención primaria de salud a las parroquias del Centro y Norte del municipio Girardot. En esas comunidades, los principales riesgos biológicos de salud atendidos en el ambulatorio son respiratorios, enfermedades infecciosas y parasitarias, del sistema digestivo, infecciones celulares y subcutáneas. La planificación familiar y citologías entran en las consultas que registran mayor incidencia.